# Strongylodesma aliwaliensis
Strongylodesma aliwaliensis är en svampdjursart som beskrevs av Samaai, Keyzers och Davies-Coleman 2004. Strongylodesma aliwaliensis ingår i släktet Strongylodesma och familjen Latrunculiidae. Inga underarter finns listade i Catalogue of Life.